# ضمة (لغة)

حرف الواو وعليها حركة الضمة.

الضَمْة أو الضَمْ هي إحدى الحركات التشكيلية في اللغة العربية، والتي تعتبر إحدى الحركات الدالة على نطق الحرف من حيث المد الصوتي القصير الذي يليه، وترسم كشرطة صغيرة أعلى الحرف ـُ.

## النطق
تُرسم الضمة على شكل حرف وصغير في أعلى الحرف، ويكون نطقها بتمديد نهاية الحرف بالواو الخفيفة بشكل قصير وذلك يكون بتحريك الشفتين بالضم عند النطق بالحرف، وإعراب الكلمة التي تكون نهايتها ضمة في النحو هي مرفوعة.

## في اللغة الفارسية
في فارسية إيران، يُطلق على الضمة اسم بُت وتُنطق /o/، وهو نُطق مختلف عن نُطق الحركة في اللغة العربية الفصحى.